# TB Tvøroyri

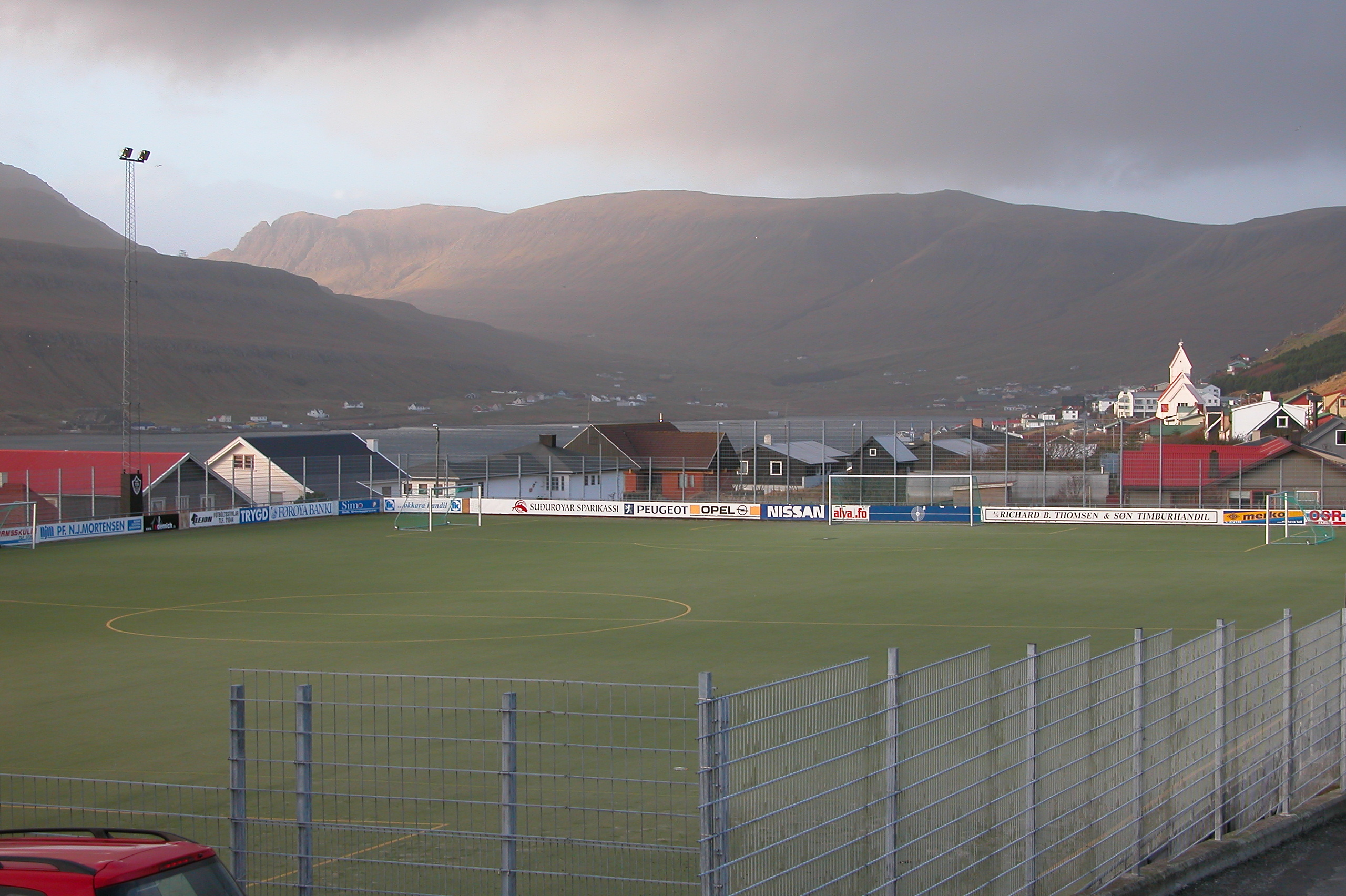
Sevmyri, het oude veld in Tvøroyri.

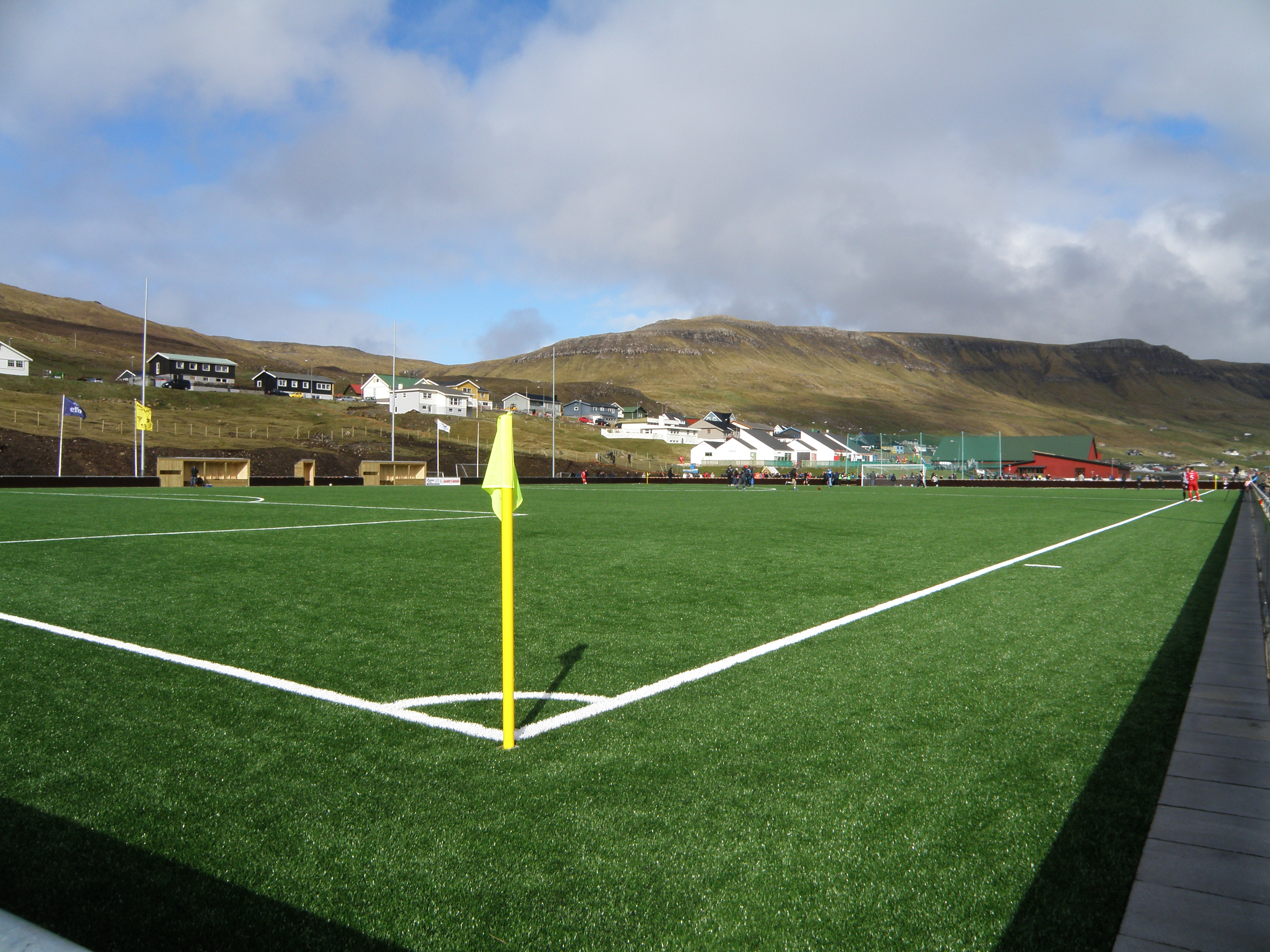
Við Stórá, het nieuwe veld in Trongisvágur.

TB Tvøroyri - beter bekend als TB - is de oudste voetbalvereniging op de Faeröer en telt gelijktijdig als een van de oudste in Denemarken waartoe de Faeröer behoren. De club werd op 13 mei 1892 opgericht in Tvøroyri op het eiland Suðuroy. De traditionele kleuren van de club zijn zwart-wit.

## Mannen
Geschiedenis
De toenmalige rechtenstudent Poul Effersøe van Suðuroy (* 1871 in Trongisvágur - † 1926 in Tórshavn) en later advocaat geldt als de voetbalpionier van de Faeröer. Nadat hij na zijn studie in 1889 uit Denemarken terugkeerde op zijn geboorte eiland leerde hij de bevolking het voetbalspel kennen. Drie jaar later (in 1892) werd TB opgericht. Pas twaalf jaar later (in 1904) volgden HB Tórshavn en KÍ Klaksvík.
TB Tvøroyri is in de loop van de tijd een van de succesvolste clubs op de Faeröer geworden. TB wist in de periode tussen 1942 (na de oprichting van de Meistaradeildin -meesterklasse-) en 1962 vier keer landskampioen te worden, vijf keer als tweede te eindigen, vier keer de beker te winnen en was eenmaal finalist. Toen volgde een minder succesvolle periode. Met de aanvang in 1976 van de 1. Deild (eerste divisie) met zeven clubs beleefde TB een tweede periode van succes. TB werd direct de eerste kampioen van de nieuwe competitie, werd dit ook in 1977 en 1980 en was de andere jaren steeds tweede. In deze jaren (1976-1982) stond TB ook nog vier keer in de bekerfinale: eenmaal werd de beker gewonnen, drie maal ging men als verliezer van het veld. 
Hierna zakte TB terug in een mindere periode. Wel werden de zwart-witten nog landskampioen in 1987. In 1988 werd de 1. Deild uitgebreid tot tien clubs en TB werd als titelverdediger slecht negende en degradeerde voor het eerst in de clubgeschiedenis. In 1989 wist de vereniging wel weer direct te promoveren, maar zou in de jaren 1990-95 in de onderste helft van de 1. Deild bivakkeren. In 1996 degradeerde TB voor de tweede maal, waarna een periode van op-en-neer volgde.
Recente jaren
Sinds 2006 speelt de club in de 1. Deild. Elk jaar wist de club op een haartje promotie mis te lopen. TB eindigde in 2009 als derde, net achter B71 Sandur en ook in 2010 eindigde de club op de derde plaats, net achter KÍ Klaksvík. Ook in 2011 leek de club weer net promotie mis te lopen. De strijd tussen AB Argir en TB werd pas in de allerlaatste seconden beslist. AB Argir speelde thuis tegen FC Hoyvík, dat al gedegradeerd was, en TB speelde uit tegen het belofte-elftal van EB/Streymur. Vanaf het begin was het al duidelijk dat TB een monsterscore wilde opbouwen: het stond na 30 minuten al 0-6. Het verschil tussen AB en TB was een doelsaldo van slechts zes doelpunten, met een gelijk aantal punten. Net nadat in de 86ste minuut FC Hoyvík de eretreffer scoorde tegen AB (6-1), maakte de ploeg uit Tvøroyri in de 97ste minuut de 0-11 in Streymnes middels het benutten van een strafschop. Hiermee eindigden TB en AB precies gelijk in de competitie, met aantal punten en doelsaldo. Maar omdat TB een keer meer had gescoord, mochten de eilandbewoners van Suðuroy promoveren naar de Meistaradeildin. 
Na twee seizoenen in de hoogste klasse volgde andermaal degradatie naar de 1. Deild. In 2015 promoveerde de club opnieuw naar de elite. 
In 2017 fuseerde de mannenafdeling met FC Suðuroy en Royn Hvalba tot TB/FC Suðuroy/Royn, maar die samenwerking werd na twee seizoenen opgeheven. 

### Accommodatie
Vanaf het ontstaan in 1892 speelde de club op Sevmyri, de oudste voetbalaccommodatie op de Faeröer. In 2011 besliste de FSF dat hier niet meer op gespeeld mocht worden, vanwege de onveiligheid door het kortpolige en met zand bestrooide kunstgrasveld. In april 2012 werd de nieuwe accommodatie geopend tijdens de zesde speelronde waarin de zwart-witten uitkwamen tegen ÍF Fuglafjørður. De naam van de sportaccommodatie in Trongisvágur is Við Stórá.

### Erelijst
Landskampioen
7x: in 1943, 1949, 1951, 1976, 1977, 1980, 1987
Beker van de Faeröer
winnaar (5x): in 1956, 1958, 1960, 1961, 1977
finalist (5x): in 1962, 1971, 1976, 1978, 1981

### Eindklasseringen
| 4 |

| 3 |

| 4 |

| ? |

| 1 |

| 4 |

| 4 |

| 5 |

| 5 |

| 3 |

| 3 |

| 4 |

| 4 |

| 3 |

| 4 |

| 3 |

| 1 |

| 1 |

| 2 |

| 2 |

| 1 |

| 2 |

| 2 |

| 5 |

| 2 |

| 7 |

| 5 |

| 1 |

| 9 |

| 2 |

| 8 |

| 5 |

| 5 |

| 7 |

| 8 |

| 7 |

| 10 |

| 3 |

| 10 |

| 3 |

| 3 |

| 1 |

| 10 |

| 2 |

| 1 |

| 10 |

| 4 |

| 4 |

| 4 |

| 3 |

| 3 |

| 2 |

| 8 |

| 9 |

| 1 |

| 7 |

| 7 |

| 8 |

| 7 |

| 8 |

| 8 |

| 10 |

| 3 |

| 10 |

| 3 |

| Niveau 1 | Niveau 2 |

Niveau 1 kende in de loop der tijd meerdere namen, meestal vanwege de hoofdsponsor. Zie Meistaradeildin#Competitie.

## Vrouwen
Een keer nam het eerste vrouwenelftal deel in de hoogste divisie, de 1. Deild voor vrouwen. Dit was in het eerste seizoen dat deze competitie werd gespeeld: 1985.

## Bekende (ex-)spelers
- Albert Adu
- Tom Saintfiet